# Libichava
Libichava é um município da Eslováquia, situado no distrito de Bánovce nad Bebravou, na região de Trenčín. Tem 2,62 km² de área e sua população em 2018 foi estimada em 141 habitantes. Foi citado pela primeira vez em documento oficial no ano de 1329.

## Demografia
| Ano:        | 1994 | 2004   | 2014    | 2024   |
| ----------- | ---- | ------ | ------- | ------ |
| Broj ljudi: | 179  | 168    | 137     | 138    |
| Razlika:    |      | -6,14% | -18,45% | +0,72% |

| Ano:               | 2023 | 2024   |
| ------------------ | ---- | ------ |
| Número de pessoas: | 146  | 138    |
| Diferença:         |      | -5,47% |